# Torta di mele

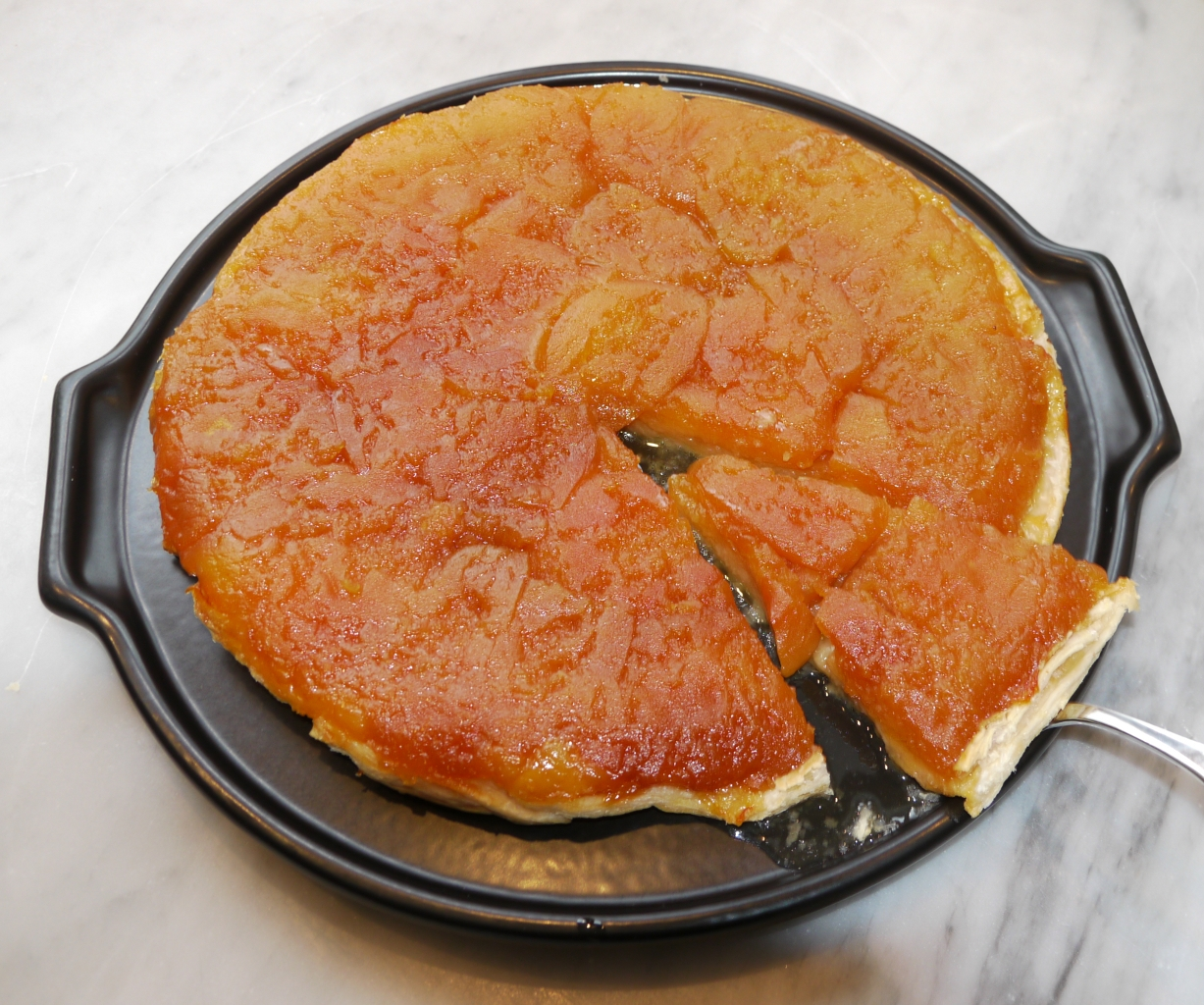
Tarte Tatin, variante della torta di mele in Francia

La torta di mele  è un genere di torta il cui principale ingrediente di ripieno è la mela. 

## Ingredienti
Si possono preparare con differenti tipologie di mele. Le più  utilizzate sono la renetta, la Golden Delicious, la Gala, la Cortland, la Granny Smith e la McIntosh.Le mele possono essere fresche o essiccate (in passato,  quando il prodotto fresco non era disponibile). Si aggiunge comunemente cannella, sale, burro e zucchero. Tuttavia alcune  antiche versioni di questa ricetta non comprendevano lo zucchero per l'alto prezzo che aveva o per la disponibilità di altri dolcificanti.

## Varianti locali

### Italia
Le varietà di mele preferite sono renette, golden e fuji. Per l'impasto si utilizzano farina, lievito, zucchero e uova con le chiare precedentemente montate a neve. Si aggiungono scorza di limone grattugiata e cannella, e talvolta anche noci e uvetta. Una vera torta di mele dovrebbe avere pezzi di mela anche mescolati all'impasto (se le mele sono solo sopra va chiamata, più propriamente, crostata di mele). 
A seconda della ricetta seguita, la quantità di mele rispetto all'impasto può variare molto: se è considerevole la torta diventa un dolce al cucchiaio. Una volta cotta e raffreddata viene spesso cosparsa di zucchero a velo.

### Gran Bretagna

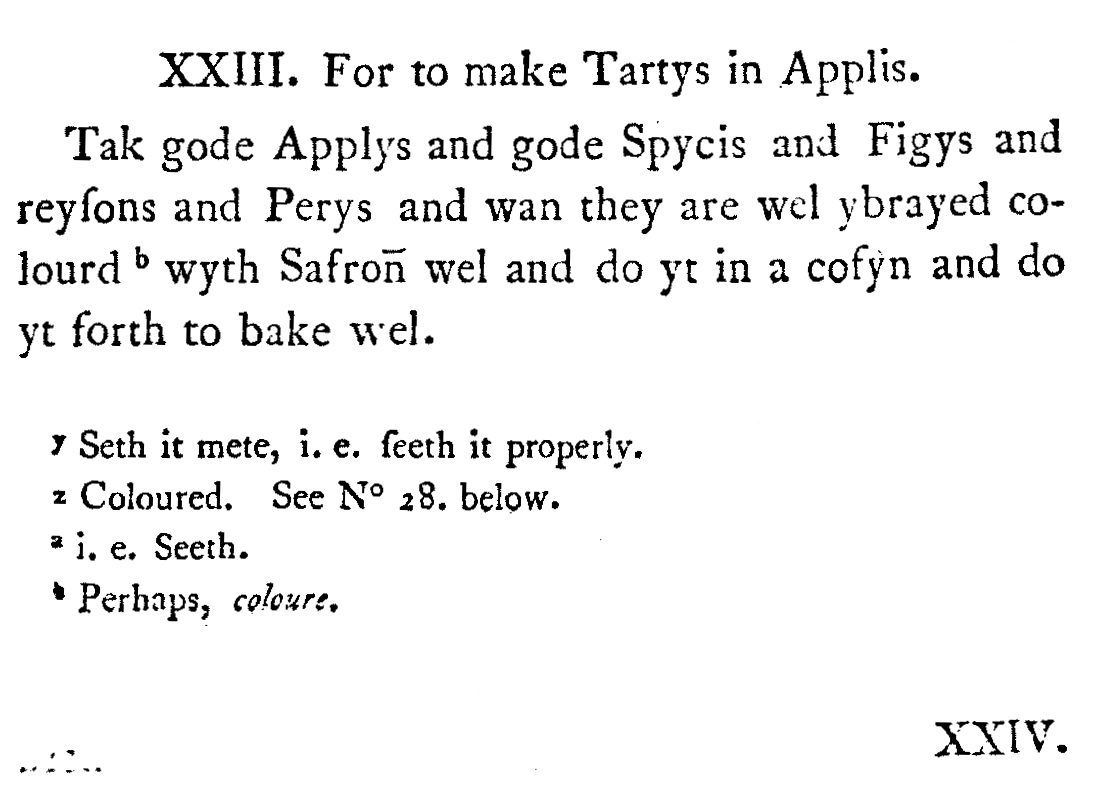
"For to Make Tartys in Applis", stampa del XVIII secolo di una ricetta del XIV secolo

La torta di mele inglese è datata all'epoca di Geoffrey Chaucer. La ricetta del 1381 (nell'illustrazione a destra) è la più antica conosciuta di una torta di mele al mondo, ed elenca ingredienti come "buone mele, buone spezie, fichi, ricino e pere". Il cofyn (letteralmente "cofano", termine con cui si indicava la copertura della torta) era in pasta. Zafferano veniva utilizzato per colorare la torta. Attualmente, la variante inglese viene realizzata in gran parte con mele del tipo Bramley, spesso essiccate per evitare che la torta possa divenire troppo morbida al centro, e ricoperta completamente in pasta.
La torta può essere servita fredda o calda, con gelato, doppio gelato o crema pasticcera.
Occasionalmente può essere servita con panna montata o gelato (da cui è nota come apple pie à la mode), o con Cheddar. Se l'impasto è doppio si parla di una double-crust pie o "torta in doppia crosta"; la crosta superiore può essere circolare o in crostata a strisce. Alcune eccezioni sono: la deep-dish apple pie (con solo una crosta) e la open-faced French dessert tarte Tatin.

### Francia
Lo stile francese della torta alle mele è molto differente se comparato alla versione più classica del dolce. La torta appare infatti capovolta e la frutta viene precedentemente caramellata prima di essere inserita nel composto. 
Una sua variante, più tradizionale, può essere considerata la Tarte normande.

### Paesi Bassi
La ricetta olandese per la torta di mele è datata al medioevo. Un antico libro di cucina olandese del 1514, Een notabel boecxken van cokeryen ("Un noto piccolo libro di cucina"), documenta la ricetta per una Appeltaerten (comparabile alla moderna Appeltaarten olandese). Questa ricetta richiede una crostata normale, fette di mela morbida senza buccia e senza semi, e den selven deeghe daer die taerte af ghemaect es ("il medesimo impasto di cui la torta è fatta") per la parte superiore. Una volta cotta, la crosta superiore (ad eccezione dei lati) veniva tagliata nel mezzo e vi venivano messe le mele. Si aggiungeva  cardamomo, zenzero, cannella, noce moscata, chiodi di garofano e zucchero. Infine, dopo aver mischiato gli ingredienti nella torta a formare una crema, veniva lasciata a seccare.
La tradizionale torta di mele olandese si presenta in due varietà, una morbida (appelkruimeltaart) e una in forma di crostata (appeltaart),  distinte nei gusti tipici alla cannella ed al succo di limone. Può includere crema di burro, ricino o pasta di mandorle.
La base è una crosta che si estende sul fondo e sui lati, riempita con dei pezzi o fette di mela, solitamente di una varietà croccante come le Goudreinet o le Elstar. Si uniscono generalmente cannella e zucchero. L'impasto viene solitamente ricoperto come nelle crostate, lasciando quindi intravedere il ripieno. Può essere mangiata calda o fredda, talvolta con della crema o gelato alla vaniglia. Negli Stati Uniti, col termine "torta di mele olandese" (o Dutch apple pie) ci si riferisce specificatamente ad una torta dura, o a uno streusel.

### Svezia
La variante svedese della torta di mele è una torta dura più simile ad una crostata che ad una torta in pasta. Sovente, viene utilizzato del pane grattugiato (tutto o in parte) al posto della farina, e talvolta anche dell'avena. Solitamente viene insaporita con cannella e servita con crema pasticciera alla vaniglia o gelato. Vi è anche una versione molto popolare chiamata äppelkaka che viene realizzata con pan di Spagna e fette di mela fresca.

### Stati Uniti

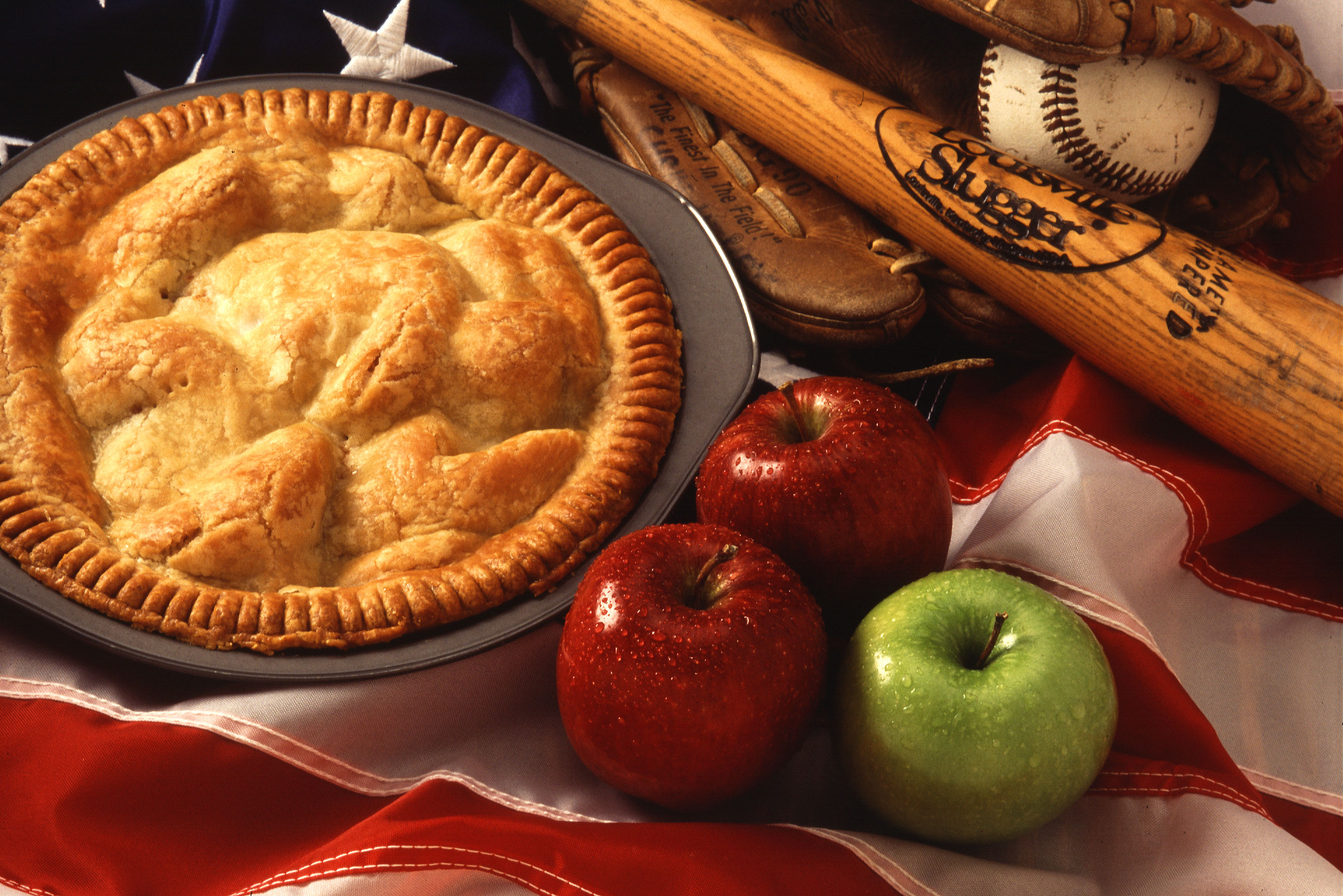
La torta di mele è una delle icone culturali americane.

La torta di mele venne portata nelle colonie dagli inglesi, dagli olandesi e dagli svedesi tra XVII e XVIII secolo. Dovette attendere delle varietà di mele importate dall'Europa per poter essere realizzata in maniera ottimale in quanto i meli nativi come il Malus, davano frutti troppo piccoli e aspri. Nel frattempo i coloni iniziarono a realizzare le loro torte con le tipiche "paste" in forme di "cestini chiusi" che potevano accogliere anche carne al posto della frutta. Ad ogni modo, si svilupparono anche delle ricette per torte di mele tipicamente americane a partire dal XVIII secolo, che contribuirono a far diventare il dolce molto popolare. Oltre a piante importate, vennero innestate e create centinaia di nuove varietà nel Nuovo Mondo che consentirono lo sviluppo di ulteriori gusti del dolce.
La torta di mele si diffuse comunemente nel XVIII nel Delaware. Come delineava lo storico della Nuova Svezia, Israel Acrelius, in una lettera: "La torta di mele si usa tutto l'anno, e quando non sono disponibili mele fresche, si usano quelle secche. È il pasto serale dei bambini."
Parallelamente si sviluppò anche una "finta" torta di mele, realizzata con crackers, inventata con tutta probabilità a bordo delle navi della marina inglese nel 1812 circa. Negli anni '30 del Novecento, e per molti anni dopo, la Ritz Crackers promosse la ricetta di questa finta torta di mele con l'aggiunta di zucchero e varie spezie.
La moderna ricetta americana prevede l'unione all'impasto di cannella, noce moscata, succo di limone e può includere anche delle decorazioni.
La torta di mele è servita oggi molto comunemente "à la Mode" (sormontata di gelato). Alternativamente, si può usare del cheddar a strisce. Quest'ultima versione è particolarmente popolare nel Midwest degli Stati Uniti e nel New England, soprattutto nel Vermont, dove è considerata un piatto nazionale.
La città di Pie Town nel Nuovo Messico è dedicata alla torta di mele.
La torta di mele è divenuta una delle icone culturali degli Stati Uniti nonché un esempio di comfort food.  

## Valori nutritivi
Un preparato commerciale tipico della torta di mele comprende il 52% di acqua, il 34% di carboidrati, il 2% di proteine e l'11% di grassi.
100 grammi di prodotto forniscono 237 calorie ed il 13% della dose giornaliera raccomandata di sodio.

## Galleria d'immagini

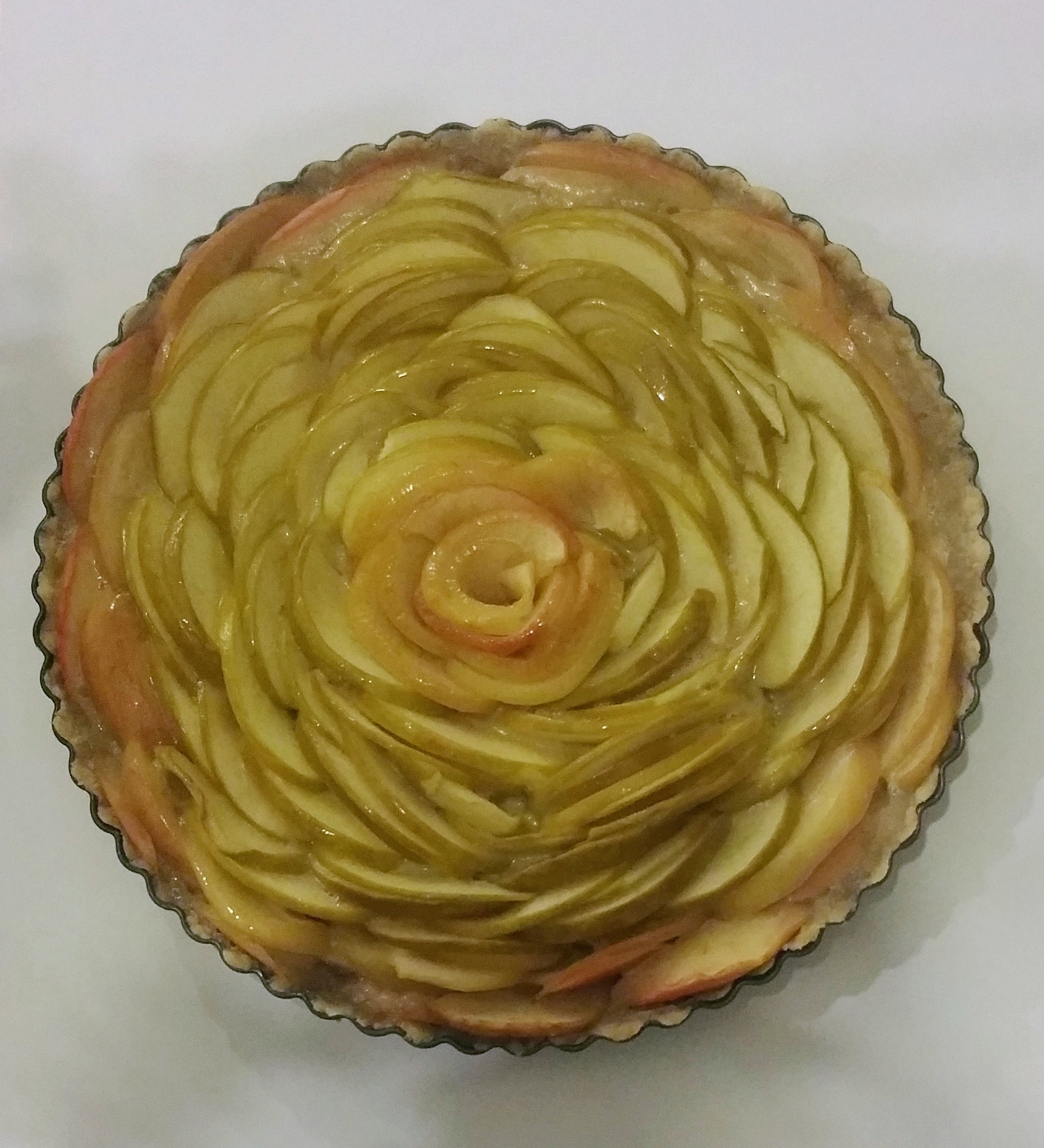
Torta di mele "a rosa"
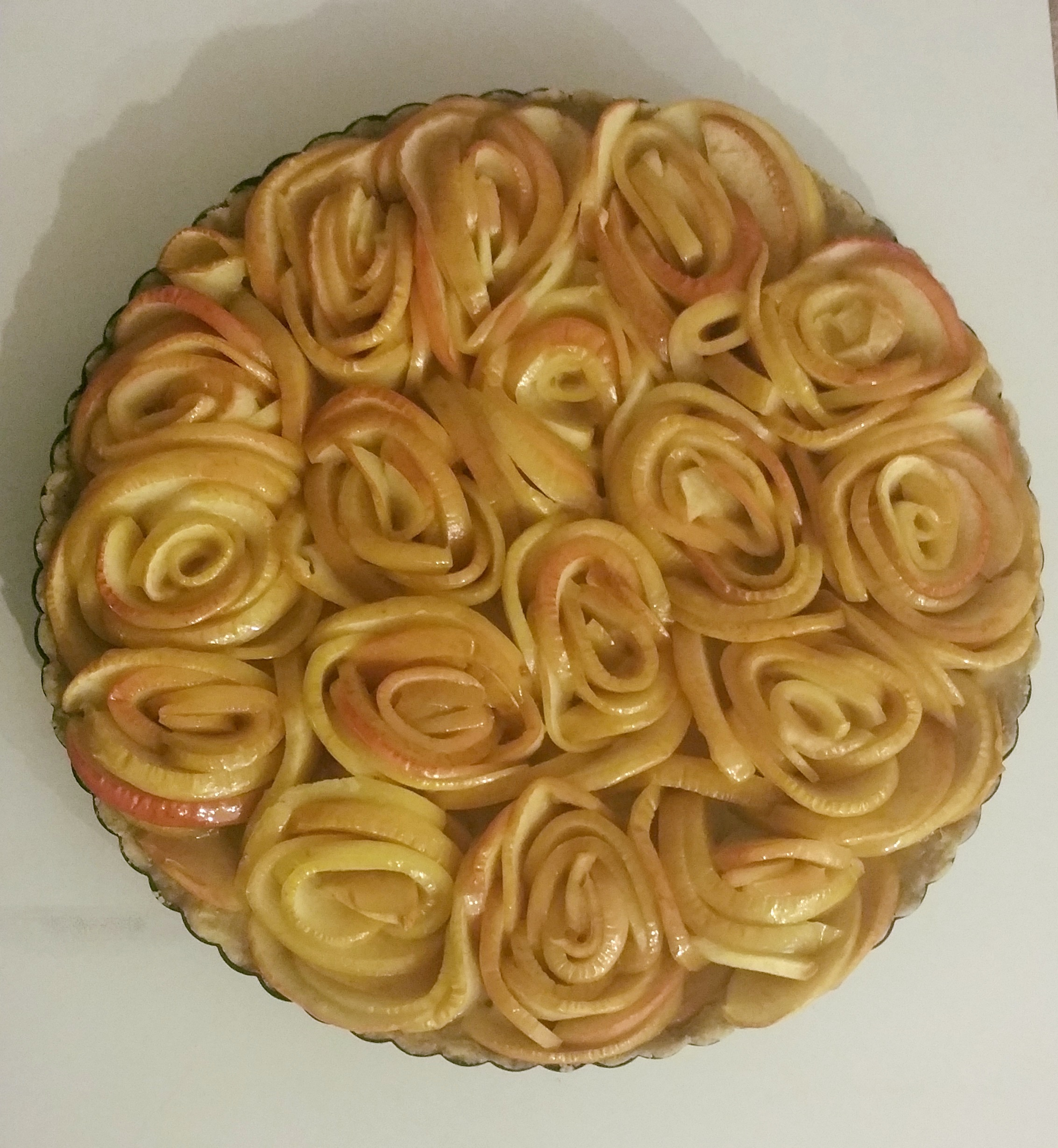
Torta di mele "a roselline"